# Prvi punski rat
Prvi punski rat trajao je od 264. pr. Kr. do 241. pr. Kr. Razlog ratu je žitorodna Sicilija, otok podijeljen na zapadni dio u kojem žive Kartažani i istočni u kojem borave Grci. Rimljani su, naravno, željeli posjedovati cijelu Siciliju. Povodom ratu je bilo Kartagino zaposjedanje Messane (sicilijanskog grada) kako bi kontrolirali prolaz. Kad su ih Rimljani protjerali, Kartažani najavljuju rat. 260. g. pr. Kr. Kartažani su poraženi kod rta Eknoma. Bila je to jedna od najvećih pomorskih bitaka u antici. 
Kasnije se dvije rimske legije iskrcavaju u Africi, doživljavaju katastrofalan poraz od Hamilkara Barkasa. Rimljani su imali jaču vojsku i zato osvojili gotovo cijelu Siciliju, no bili su bez mornarice. Kako bi riješili taj problem, zarobivši ratni brod Kartažana, napravili su prema njemu i svoje brodove na koje su nadogradili tzv. "željezne ruke" i pokretne mostove preko kojih su ulazili na neprijateljske brodove. Nakon 23 godine ratovanja, 241. pr. Kr. Rimljani su konačno porazili Kartagu u bitci kod Egatskog otočja.
Prema mirovnom ugovoru, Kartaga je predala Rimljanima Siciliju i bila dužna plaćati ratnu odštetu. Sicilija je dobila status rimske provincije.